# Lahavot Chaviva
Lahavot Chaviva (hebrejsky לְהֲבוֹת חֲבִיבָה, doslova „Chaviviny plameny“, v oficiálním přepisu do angličtiny Lahavot Haviva) je vesnice typu kibuc v Izraeli, v Haifském distriktu, v Oblastní radě Menaše.

## Geografie
Leží v nadmořské výšce 44 metrů v pobřežní nížině, nedaleko od kopcovitých oblastí podél Zelené linie oddělující vlastní Izrael v mezinárodně uznávaných hranicích od okupovaného Západního břehu Jordánu. Severně od obce protéká Nachal Chadera, do níž tu zleva ústí vádí Nachal Chaviva.
Obec se nachází 13 kilometrů od břehu Středozemního moře, cca 41 kilometrů severovýchodně od centra Tel Avivu, cca 45 kilometrů jižně od centra Haify a 10 kilometrů jihovýchodně od města Chadera. Lahavot Chaviva obývají Židé, přičemž osídlení v tomto regionu je etnicky smíšené. Na severovýchod a jihovýchod od kibucu začíná téměř souvislý pás měst a vesnic obývaných izraelskými Araby – takzvaný Trojúhelník (nejblíže je to město Baka-Džat 2 kilometry odtud). Tento pás narušuje pouze židovská vesnice Magal východně od Lahavot Chaviva. Rovněž západním směrem v pobřežní nížině převládá židovské osídlení.
Lahavot Chaviva je na dopravní síť napojen pomocí místní silnice číslo 581. Východně od kibucu probíhá dálnice číslo 6 (Transizraelská dálnice).

## Dějiny
Lahavot Chaviva byl založen v roce 1949. Kibuc je pojmenován podle Chavivy Reikové – židovské odbojářky, která za druhé světové války byla vysazena na Slovensku a zahynula během Slovenského národního povstání. Zakladateli kibucu byla v říjnu 1949 skupina židovských přistěhovalců z Československa. Ti byli napojení na levicové sionistické hnutí ha-Šomer ha-Ca'ir.
Poté, co se roku 1949 ustavil kolektiv osadníků, došlo v roce 1950 k samotnému usazení na místě. V prvních měsících sídili kibucníci o něco západněji, na místě na kterém pak vznikl nynější mošav Sde Jicchak. V průběhu existence do vesnice přišli i židovští imigranti ze zemí jižní Ameriky (Chile, Argentina, Uruguay) většinou spojení s ha-Šomer ha-Ca'ir.
Místní ekonomika je založena na zemědělství a průmyslu (konzervárna). V roce 2002 prošel kibuc privatizací, při které byly odstraněny z větší části prvky kolektivismu v jeho hospodaření. Zároveň začal proces absorpce nových rodin – již bez vazby na kibuc a na zemědělství.
Nynější lokalita kibucu byla do roku 1948 obsazena arabskou vesnicí al-Džalama. Křižácké prameny ji nazývaly Gelenne. Šlo o osadu, kterou osídlili Arabové migrující sem z vesnice 'Attil (dnes na Západním břehu Jordánu). V roce 1945 v Džalamě žilo 70 lidí. V únoru 1948 počátkem války za nezávislost místní Arabové uprchli, definitivně byli vysídleni po skončení války. Zástavba této arabské vesnice pak byla zbořena.

## Demografie
Podle údajů z roku 2014 tvořili naprostou většinu obyvatel v Lahavot Chaviva Židé (včetně statistické kategorie "ostatní", která zahrnuje nearabské obyvatele židovského původu ale bez formální příslušnosti k židovskému náboženství).
Jde o menší sídlo vesnického typu s dlouhodobě stagnující populací, jež ale začala po roce 2005 prudce narůstat. K 31. prosinci 2014 zde žilo 938 lidí. Během roku 2014 populace stoupla o 5,6 %.
| Rok            | 1961 | 1972 | 1983 | 1995 | 2001 | 2003 | 2004 | 2005 | 2006 | 2007 | 2008 | 2009 | 2010 | 2011 | 2012 | 2013 | 2014 |
| -------------- | ---- | ---- | ---- | ---- | ---- | ---- | ---- | ---- | ---- | ---- | ---- | ---- | ---- | ---- | ---- | ---- | ---- |
| Počet obyvatel | 148  | 144  | 293  | 273  | 260  | 256  | 257  | 255  | 264  | 281  | 313  | 614  | 645  | 677  | 745  | 888  | 938  |